# 독사신론
《독사신론》(讀史新論)은 1908년 신채호가 민족주의 사관에 입각해 서술한 최초의 한국 고대사 역사서이다.
『대한매일신보』에 1908년 8월 27일부터 12월 13일까지 연재되었다.